# Marvin Davis
Marvin Davis (* 31. August 1925 in Newark, New Jersey, USA; † 25. September 2004 in Beverly Hills)  war ein US-amerikanischer Unternehmer und Multimilliardär.

## Leben
Er galt nach Schätzungen von Forbes als einer der reichsten Menschen der Welt mit einem geschätzten Vermögen von 4,9 Mrd. US-Dollar. Zu dem Vermögen kam er durch die mit seinem Vater gegründete Öl- und Erdgasexplorationsfirma Davis Oil Company und erhielt dabei den Spitznamen „Mr. Wildcatter“ (= amerikanische Ölsucher).
1981 kaufte er mit Marc Rich das Filmstudio 20th Century Fox und verkaufte dieses 1985 an Rupert Murdoch.
Er ist der Vater des Filmproduzenten John Davis.